# Facundo Arana
Facundo Arana (Buenos Aires, 31. ožujka 1972.), argentinski glumac.

## Životopis

### Karijera
Facundo Arana je u dobi od 15 godina, na prijateljev nagovor, otišao na tečaj glume. Nedugo nakon toga, dijagnosticiran mu je rak. Tijekom 1989.-e godine, Arana se borio sa zloćudnom bolesti, i liječio se sve do 1994.-e, kada su mu liječnici prenesli sretnu vijest kako je ozdravio od  Hodkinsonove bolesti.
Od 1992.-e, Arana se pojavljivao u malim ulogama u argentinskim telenovelama. Osim glume, Facundo se bavio i glazbom, te je učio svirati saksofon. Dok je pokušavao dobiti glumački posao u argentinskoj TV kući "Telefe", upoznao je uličnog glazbenika s kojim se sprijateljio, te je Facundo dosta vremena provodio i svirajući na ulicama Buenos Airesa. 1995.-e godine dolazi do napretka u njegovoj glumačkoj karijeri,  kad dobiva ulogu u uspješnoj telenoveli "Crni biser" (Perla Negra), te je tako dobio šansu glumiti s popularnom argentinskom glumicom, Andreom Del Boca. 
Nakon te uloge, uslijedile su još mnoge, od kojih valja izdvojiti uloge u tinejdžerskim telenovelama "Montana Rusa" i "Chiquititas". 1998. godine dobiva glavnu ulogu, bogataša Iva u njegovoj najpoznatijoj telenoveli dosad, "Divlji anđeo" (Muneca Brava) u kojoj nastupa s poznatom urugvajskom glumicom i pjevačicom Natalijom Oreiro. Telenovela je stekla veliku slavu diljem cijelog sveta, i prodana je u preko 100 zemalja svijeta. Iako su svi nagađali o njihovoj ljubavnoj vezi, ni Natalia ni Facundo nisu potvrdili, ali ni demantirali te glasine.
2001.-e godine Arana snima svoj prvi film "Bijeg" (La Fuga), a nakon tog filma dobiva glavne uloge u telenovelama "Yago, ljubimac žena" i "Ljubav jednog Oca". 2006.-e godine snima svoju drugu telenovelu s Natalijom, "Začin života" (Sos Mi Vida). Telenovela se emitirala sve do siječnja 2007. i požnjela je velike uspjehe, kako u Argentini, tako i u drugim zemljama svijeta. 2008. godine dobiva glavnu ulogu u Telefeovoj telenoveli "Ukradeni životi".

### Privatni život
Krajem 2007.-e, procurila je vijest kako Facundova djevojka, Maria Susini čeka njegovo dijete. U subotu, 10. svibnja 2008. Facundo je postao tata. Facundo i njegova djevojka Maria Susini dobili su djevojčicu kojoj su nadjenuli ime India. 
U slobodno vrijeme Facundo se bavi surfanjem, skijanjem, snowboardingom, slobodnim penjanjem, vozi motor i svira saksofon.

## Uloge

### Televizijske uloge
- "Ukradeni životi" (Vidas Robadas) kao Bautista Amaya (2008.)
- "Začin života" (Sos Mi Vida) kao Martin Quesada (2006.)
- "V Ritme Tango" (2006.)
- "Ljubav jednog Oca" (Padre Coraje) kao Gabriel Jauregui/Coraje/Juan (2004.)
- "099 Central" kao Tomas Rodolfo Ledesma (2002.)
- "Yago, ljubimac žena" (Yago, pasion morena) kao Fabio Sirenio Rivas (2001.)
- "Divlji anđeo" (Muneca Brava) kao Ivo Di Carlo-Miranda Rapallo (1998.)
- "Chiquititas" kao Alejao Mendez Ayala (1997. – 1998.)
- "Zingara" kao Rodolfo "Rudy" Moretti (1995.)
- "Montana Rusa, otra vuelta" kao Willy (1995.)
- "Crni biser" (Perla Negra) kao Leonardo Bastidas (1994.)

## Filmske uloge
- "Chiquititas: Rincon de Luz" kao Alejo Mendez Ayala (2001.)
- "Bijeg" (La Fuga) kao Victor Gans (2001.)

## Vanjske poveznice
- Facundo Arana u internetskoj bazi filmova IMDb-u (engl.)